# Lužiškosrbski muzej
Lužiški muzej, gornjelužiškosrbsko , se nahaja v Solni hiši/Salzhaus na Ortenburgu v Bautzenu/Budišinu. S približno 23.000 inventariziranimi predmeti je najpomembnejši muzejski objekt za kulturo in zgodovino Lužiških Srbov.

## Zgodovina
Kot odgovor težnjam po nacionalizaciji ob začetku 19. stoletja v Evropi je v Lužici prišlo do nastanka narodnega gibanja Lužiških Srbov. Znanstveno-kulturno društvo Maćica Serbska, ustanovljeno v Bautzenu/Budyšinu, se je poleg izdajanja knjig ukvarjalo z etnološkimi in zgodovinskimi raziskavami. Že leta 1856 so v program zapisali cilj, nekega dne imeti svoj lužiškosrbski muzej.
Za razstavo saške ročne in uporabne umetnosti v Dresdnu leta 1896 so Lužiški Srbi s svojimi eksponati v tako imenovani "vendski vasi" predstavili prvo zamisel muzeja. Ko so leta 1904 na Lauengrabnu v Bautzenu/Budyšinu slovesno odprli vendsko hišo (kasneje preimenovano v Hišo Lužiških Srbov), so hkrati v 3. nadstropju že pripravili je predstavili nekakšen muzej Vendski (Srbski) muzej. Ko so nacionalsocialisti leta 1937 Vendsko hišo zaprli, je to pomenilo tudi konec lužiške razstave. Leta 1942 je bila zbirka vključena v Mestni muzej Bautzen/Budyšin. Leta 1957 so v Hoyerswerdi/Woyerecy ustanovili muzej za lužiško zgodovino in folkloro. Ob postopnem vračanju eksponatov iz nekdanjega vendskega muzeja so lužiški muzej preselili nazaj v Bautzen/Budyšin. Leta 1976 je Salzhaus (solna hiša) na Ortenburgu postala novi dom za muzej, ker je stara Vendska hiša bila žrtev hudih bojev okoli Bautzena/Budyšina leta 1945. Do leta 1988 je lužiški muzej pripadal Združenju muzejev v Bautzenu/Budyšinu. Po prenovi razstave so muzej junija 1989 ponovno odprli kot samostojen muzej.

## Muzejska stavba Salzhaus
Današnja muzejska stavba je bila postavljena leta 1782 kot skladišče za sol in leta 1869 dobila današnjo obliko. Od 1835 dalje je kraljevo saško prizivno sodišče kot vrhovna sodna oblast Zgornje Lužice in kraljevski okrožni urad imelo svoj sedež v poslopju. Ker je prvo Hišo Lužiških Srbov uničila vojna leta 1945, so poslopje leta 1976 izbrali kot vreden strukturni okvir za lužiški muzej. Poslopje dotlej dejansko ni imelo nič skupnega z Lužiškimi Srbi. V času nacionalsocializma je bilo celo sedež Gestapa in v NDR sprva služilo kot stanovanjska zgradba. Leta 2003 so stavbo obsežno obnovili.

## Razstava
Razstava nudi pregled zgodovine Lužiških Srbov in njihove raznolike ljudske kulture. Poudarek je na jeziku v zgornji in spodnji Lužici in njih literaturi ter na lužiški upodabljajoči umetnosti. V dvorani muzeja redno potekajo kulturne prireditve.